# Montefiore Conca
Pour les articles homonymes, voir Montefiore, Conca (homonymie) et Fior.
Montefiore Conca (Munt Fior en dialecte romagnol) est une commune de la province de Rimini dans la région Émilie-Romagne en Italie.

## Géographie
Montefiore Conca se situe au sud-est de l'Émilie-Romagne, près de la limite avec la région des Marches. 

Située sur une route de montagne à environ 17 km de Cattolica, à l’intérieur des terres de la province et faisant confins avec la région des Marches.

## Histoire
Ce bourg était un important avant-poste des Malatesta avec son imposante rocca dont la construction débutée en 1307 fut achevée en 1337 Sigismondo Malatesta et dominait tous les territoires voisins. 

Les origines du pays, certes lointaines, mais mal définies et remonteraient au "Crustumium" qui fut détruit par la mer 3000 ans plus tôt. 

En 1136, le pape Innocent II déclare l’église de San Paolo sous protection Apostolique. 

En 1320, le pape Jean XXII cède Montefiore aux Malatesta. 

En 1371, un recensement des populations des Marches et de la Romagne, permit de déterminer 160 foyers à Montefiore.

En 1372, le contrôle de seigneurie passa à Galeotto qui le passa à son fils Galeotto Belfiore, qui lui-même mourut d’une épidémie à l’âge de 23 ans et passa la succession à Carlo qui soutenait l’église durant le schisme d'Occident.

En 1429, à la mort de Carlo, la succession passa à son neveu Roberto, qui mourut à l’âge de 21 ans et fut remplacé par son frère Sigismondo Malatesta qui apporta au territoire la culture, l’art et la prospérité. Mais son inimitié d’avec le pape lui valut l’excommunication et la perte du territoire, dont Montefiore.

De 1500 à 1503, domination de Cesare Borgia. 

De 1504 à 1505, domination de la république de Venise. 

De 1506 à 1514, domination de la Santa Sede (saint siège). 

En 1797, entre dans la République cisalpine. 

En 1815, fut compris dans le royaume italien de Napoléon. 

Après le congrès de Vienne fut confié à l’Église. 

Après la campagne d'Italie (1859), fait partie du  royaume d'Italie. 

En 1863, le nom devient Montefiorito, puis en 1917 reprend son nom d’origine. 

## Lieux d’intérêt
- Montefiore, outre sa belle rocca, est aussi fameux pour son sanctuaire dédié à la Madonna.
- À Montefiore Conca, les fouilles archéologiques ont mis au jour des traces datant du XIe siècle.
- La plus haute terrasse permet d’admirer un panorama qui s’étend de la Riviera romagnole jusqu’à la république de Saint-Marin.

## Administration
| Période                                  | Période  | Identité         | Étiquette | Qualité |
| ---------------------------------------- | -------- | ---------------- | --------- | ------- |
| 14 juin 2004                             | 2009     | Filippo Berselli |           |         |
| 8 juin 2009                              | En cours | Vallì Cipriani   | PDL       |         |
| Les données manquantes sont à compléter. |          |                  |           |         |

### Hameaux
San Felice, Serra di Sopra, Serra di Sotto, La Falda, Borgo Pedrosa, San Gaudenzio, Levola

### Communes limitrophes
Auditore, Gemmano, Mondaino, Morciano di Romagna, Saludecio, San Clemente, Tavoleto

## Population

### Évolution de la population en janvier de chaque année
| 1861  | 1901  | 1921  | 1951  | 1961  | 1971  | 1981  | 1991  | 2001  |
| ----- | ----- | ----- | ----- | ----- | ----- | ----- | ----- | ----- |
| 2 618 | 3 355 | 3 473 | 3 322 | 2 498 | 1 657 | 1 466 | 1 573 | 1 765 |

| 2011  | - | - | - | - | - | - | - | - |
| ----- | - | - | - | - | - | - | - | - |
| 2 231 | - | - | - | - | - | - | - | - |

### Ethnies et minorités étrangères
Selon les données de l’Institut national de statistique (ISTAT) au 1er janvier 2010, la population étrangère résidente était de 159 personnes.
Les nationalités majoritairement représentatives étaient :
| Pos. | Pays    | Population |
| ---- | ------- | ---------- |
| 1    | Albanie | 35         |

## Fêtes
- En octobre, se déroule la fête du "Mangiar Sano" (manger sain),
- Tous les dimanches d’octobre, la fête des châtaignes.
- La procession du vendredi saint.
- Depuis avril 2010, l'association Malatempora s’attache à promouvoir la connaissance, la valorisation et la conservation des ressources naturelles, historiques et artistiques du territoire.

## Galerie

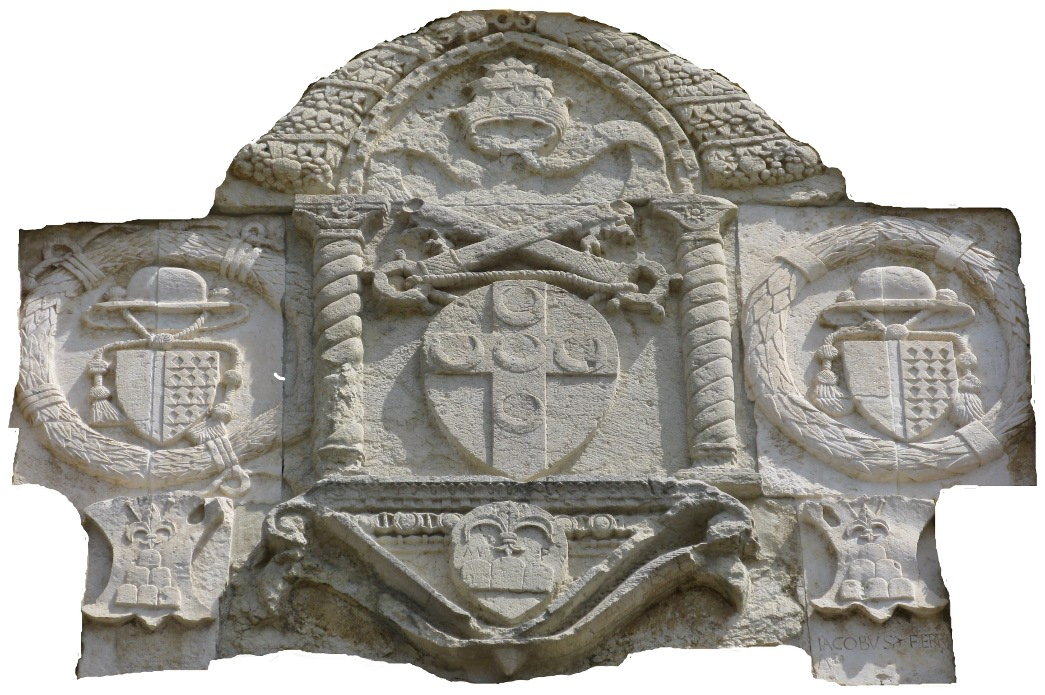
Emblème de Pie II et de Montefiore.
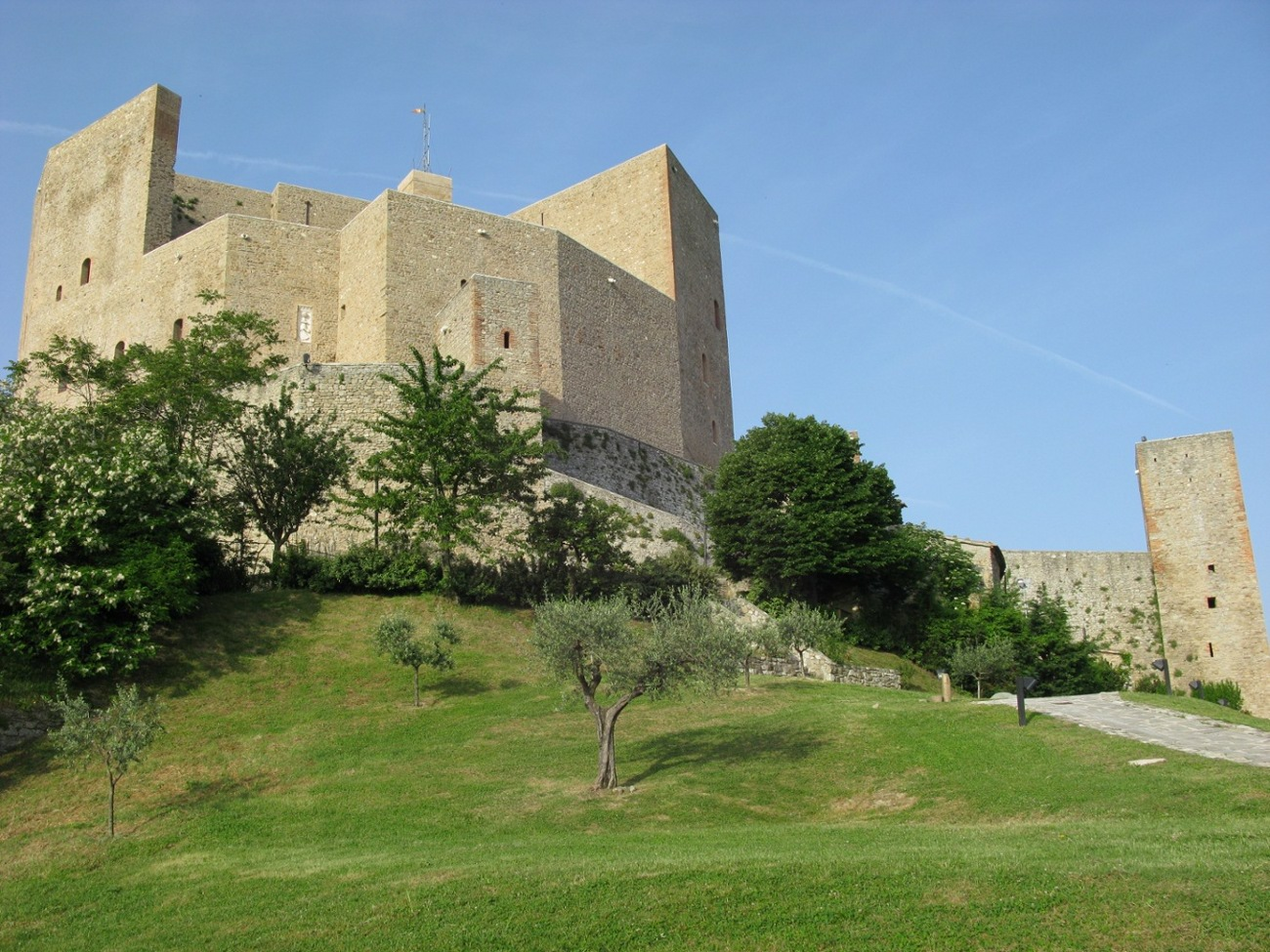
Rocca de Montefiore Conca.
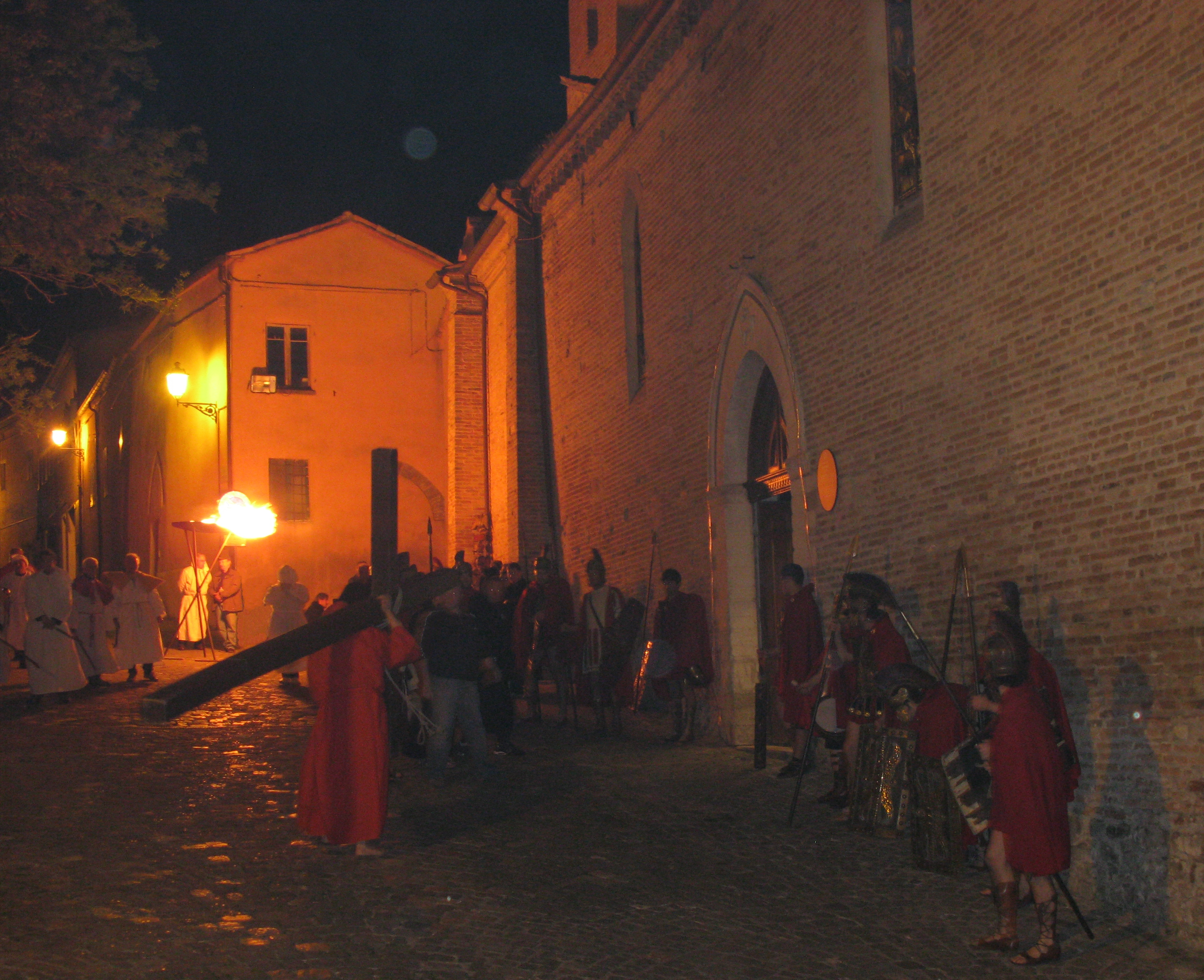
Procession du vendredi saint.
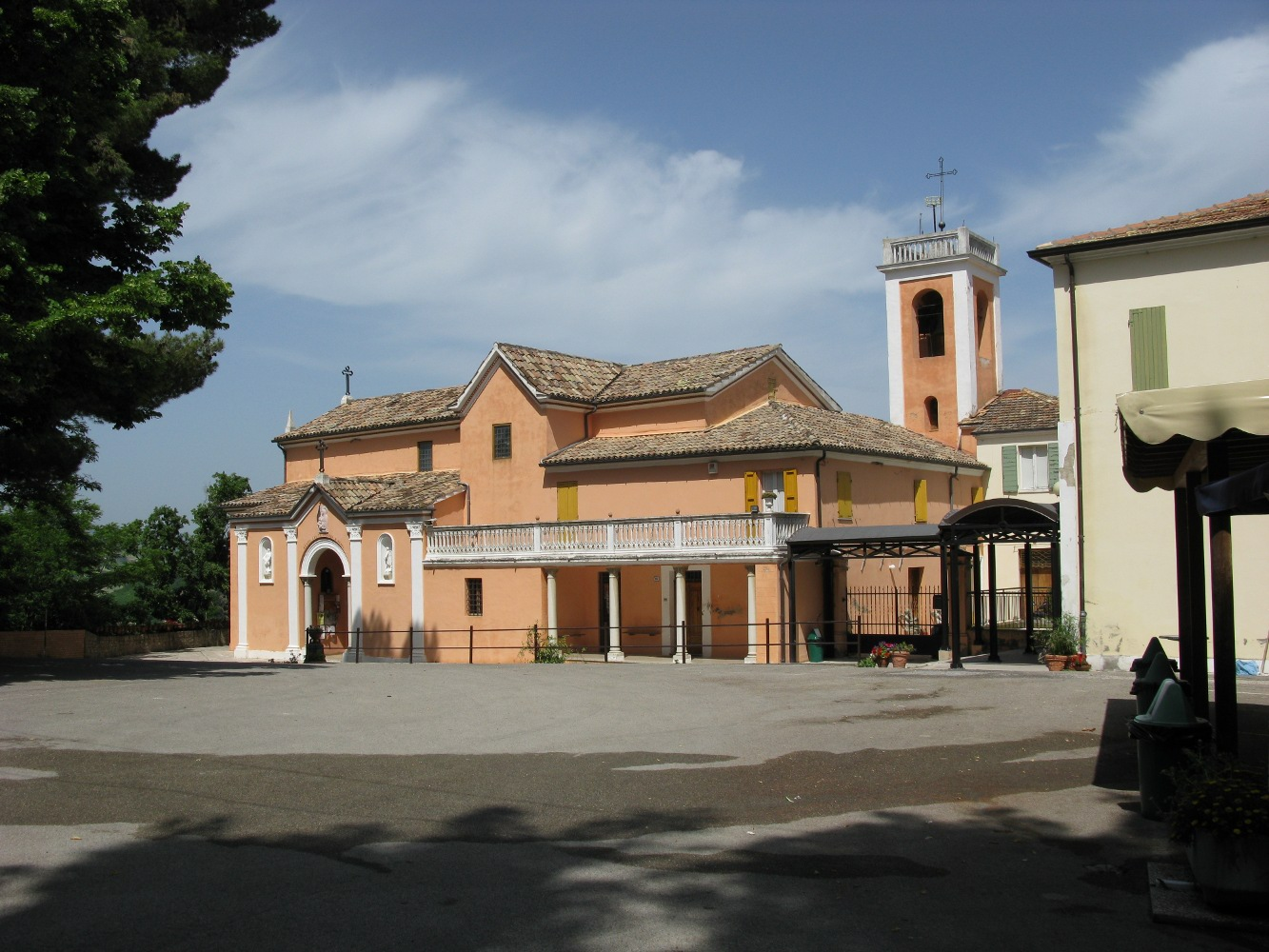
Sanctuaire de Bonora.
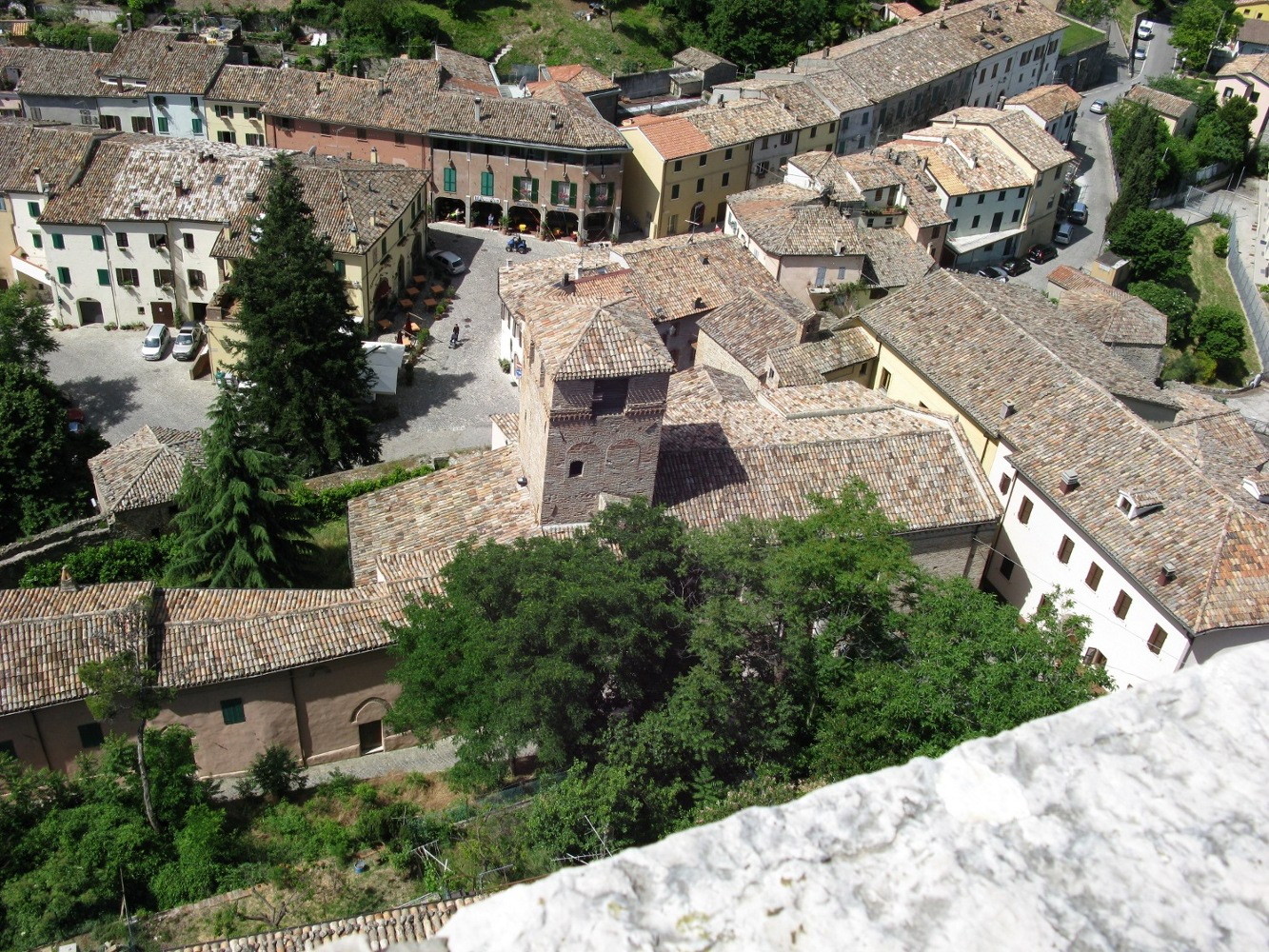
Vue aérienne du pays.
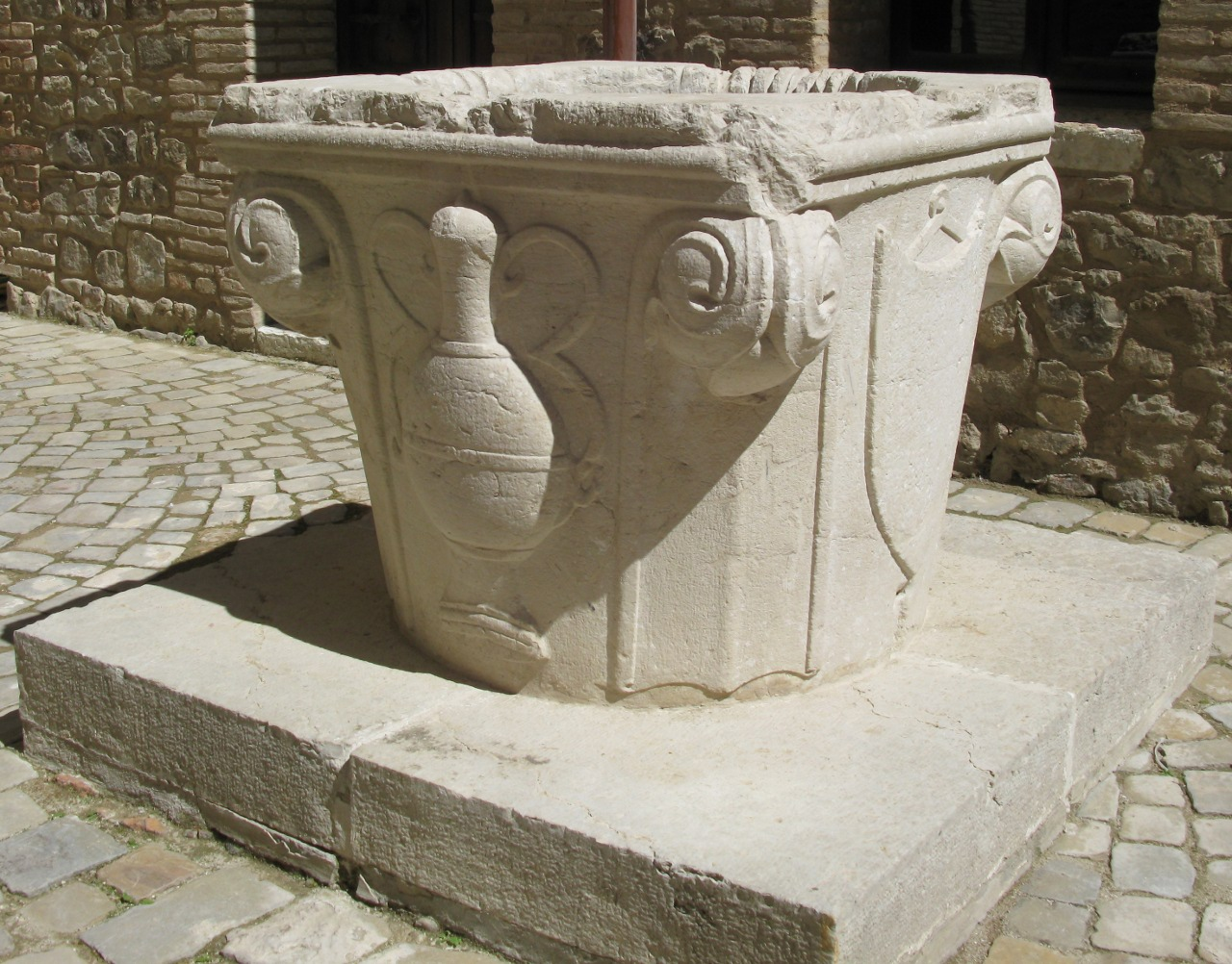
Le puits du XIVe siècle de la Rocca.

## Jumelage
La commune est jumelée avec le quartier du district londonien de Hammersmith et Fulham.